# Peter Novak (politik)
Peter Novak, narodni buditelj v Slovenski Bistrici, * 20. december 1854, Podbardo (it. Cesariis) pri Čenti, Beneška Slovenija, † 26. september 1922, Slovenska Bistrica.

## Življenje in delo
Novakova družina se je leta 1859 preselila v Črnec pri Slovenski Bistrici. Leta 1862 je odšel k Sv. Urbanu pri Ptuju, kjer je med 1862–1868 obiskoval ljudsko šolo, ter se 1869 naselil v Slovenski Bistrici, od koder je hodil na zidarsko delo v Maribor, se sam izobraževal in začel 1879 v Slovenski Bistrici gostilničarsko obrt. Po naravi temperamenten in družaben, narodnostno brezkompromisen, v ostalih političnih vprašanjih pa slogaš, je osredotočil v svoji gostilni, vse slovenjebistriško narodno življenje. Novakova gostilna je postala sedež narodnih organizacij, pri katerih je Novak pod vplivi L. Stepišnika in skupaj z dekanom A. Hajšekom ter U. Lemežem  aktivno sodeloval. Bil je soustanovitelj Posojilnice (1894), ki jo je vodil kot knjigovodja od ustanovitve do svoje smrti in ki mu je nudila stik z ljudstvom in omogočala agitacijo, 1900 pa je bil med ustanovitelji Čitalnice. Postal je član okrajnega šolskega sveta. Ko so se 1907 Štajerski Slovenci politično ločili, je Novak nastopil s političnim programom na listi Slovenske kmečke zveze in bil 1909 v volilnem okraju Konjice-Slovenska Bistrica izvoljen za deželnega poslanca. Kot poslanec si je prizadeval za gradnjo cest proti Pohorju. Med vojno je dvigal narodno zavest, agitiral za majniško deklaracijo, bil po koncu vojne član Narodnega sveta v Slovenski Bistrici v letih 1919–1922 pa vladni komisar v okrajnem zastopu in v okrajni posojilnici.